# Marko Bulat (labdarúgó, 2001)
Marko Bulat (Šibenik, 2001. szeptember 26. –) horvát korosztályos válogatott labdarúgó, a Standard Liège játékosa kölcsönben a Dinamo Zagreb csapatától. Apja Josip Bulat és nagybátyja Ivan Bulat szintén labdarúgók voltak.

## Pályafutása

### Klubcsapatokban
2017. szeptember 27-én debütált saját nevelésű játékosként a Šibenik csapatában a Varaždin ellen, amivel ő lett a klub legfiatalabb labdarúgója, aki bemutatkozott. 2018. október 27-én szerezte meg az első bajnoki gólját a Hajduk Split II ellen 2–1-re megnyert másodosztályú bajnoki mérkőzésen. A 2019–20-as szezon végén megnyerték a másodosztályt. 2020. június 26-án meghosszabbította a szerződését a klubbal 2022. június 30-ig. Augusztus 15-én csapatkapitányként góllal mutatkozott be az élvonalban a HNK Rijeka ellen.
2021. február 11-én több évre szerződtette a Dinamo Zagreb, de csak a szezon végén csatlakozott a klubhoz. Július 23-án a Hrvatski Dragovoljac ellen mutatkozott be. Október 3-án szintén a Dragovoljac ellen szerezte meg az első bajnoki gólját a 8–0-ra megnyert találkozón. 2024. július 2-án vételi opcióval kölcsönbe került a Standard Liège csapatához.

### A válogatottban
Többszörös korosztályos válogatott.

## Statisztika
2023. március 11-én frissítve.
| Klub          | Szezon   | Bajnokság | Bajnokság | Kupa  | Kupa | Nemzetközi | Nemzetközi | Egyéb | Egyéb | Összesen | Összesen |
| Klub          | Szezon   | Meccs     | Gól       | Meccs | Gól  | Meccs      | Gól        | Meccs | Gól   | Meccs    | Gól      |
| ------------- | -------- | --------- | --------- | ----- | ---- | ---------- | ---------- | ----- | ----- | -------- | -------- |
| Šibenik       | 2017–18  | 20        | 0         | —     | —    | —          | —          | —     | —     | 20       | 0        |
| Šibenik       | 2018–19  | 23        | 6         | 1     | 0    | —          | —          | 2     | 0     | 26       | 6        |
| Šibenik       | 2019–20  | 17        | 0         | 3     | 0    | —          | —          | —     | —     | 20       | 0        |
| Šibenik       | 2020–21  | 31        | 3         | 1     | 0    | —          | —          | —     | —     | 32       | 3        |
| Šibenik       | Összesen | 91        | 9         | 5     | 0    | 0          | 0          | 2     | 0     | 98       | 9        |
| Dinamo Zagreb | 2021–22  | 15        | 1         | 2     | 0    | 5          | 0          | —     | —     | 22       | 1        |
| Dinamo Zagreb | 2022–23  | 11        | 0         | 2     | 0    | 3          | 0          | —     | —     | 16       | 0        |
| Dinamo Zagreb | Összesen | 26        | 1         | 4     | 0    | 8          | 0          | 0     | 0     | 38       | 1        |
| Összesen      | Összesen | 117       | 10        | 9     | 0    | 8          | 0          | 2     | 0     | 136      | 10       |

## Sikerei, díjai
- Šibenik
  - Horvát másodosztály bajnok: 2019–20

- Dinamo Zagreb
  - Horvát bajnok: 2021–22, 2022–23, 2023–24
  - Horvát kupa: 2023–24
  - Horvát szuperkupa: 2023